# The Old West

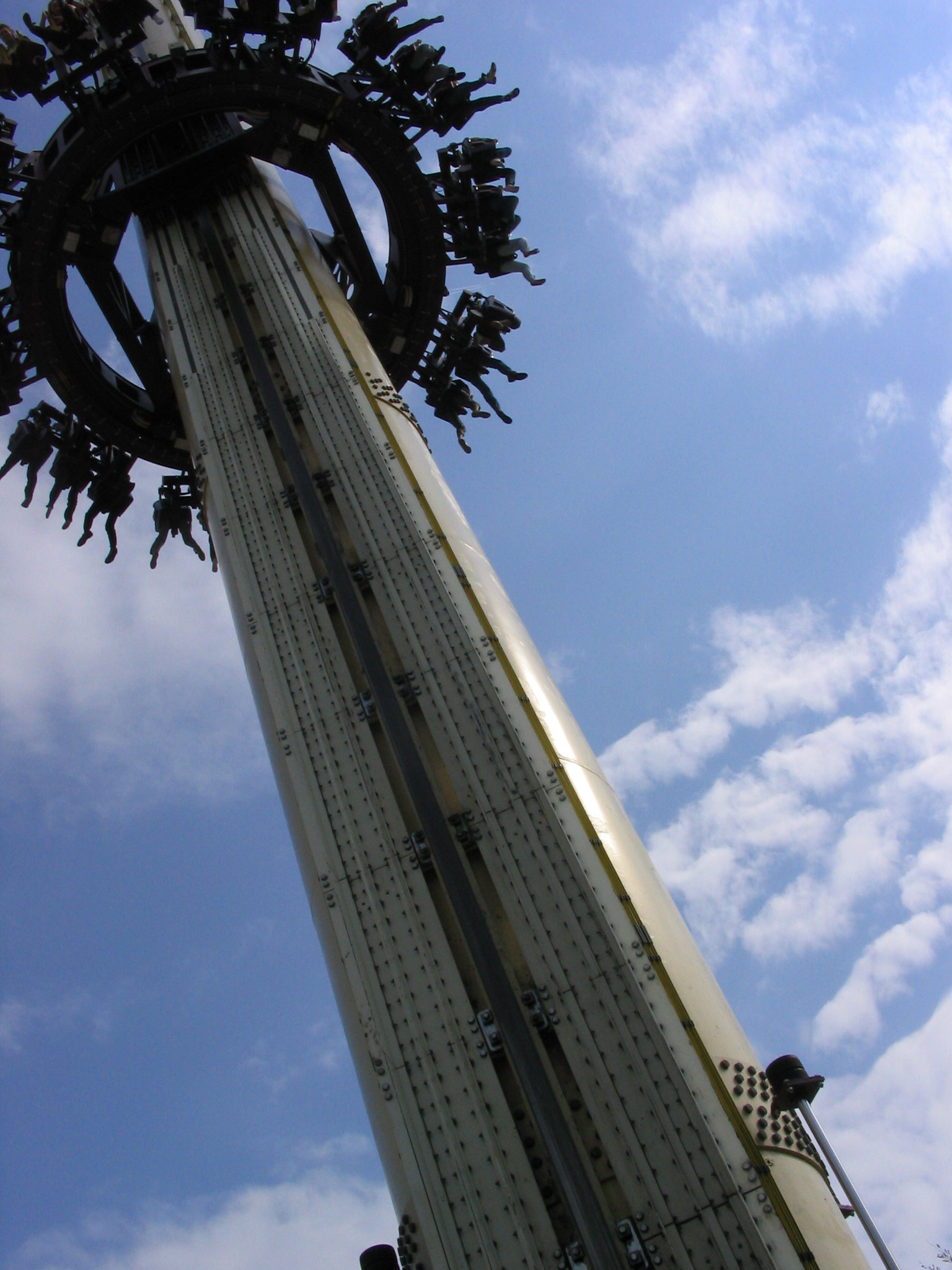
De vrije val The High Fall.

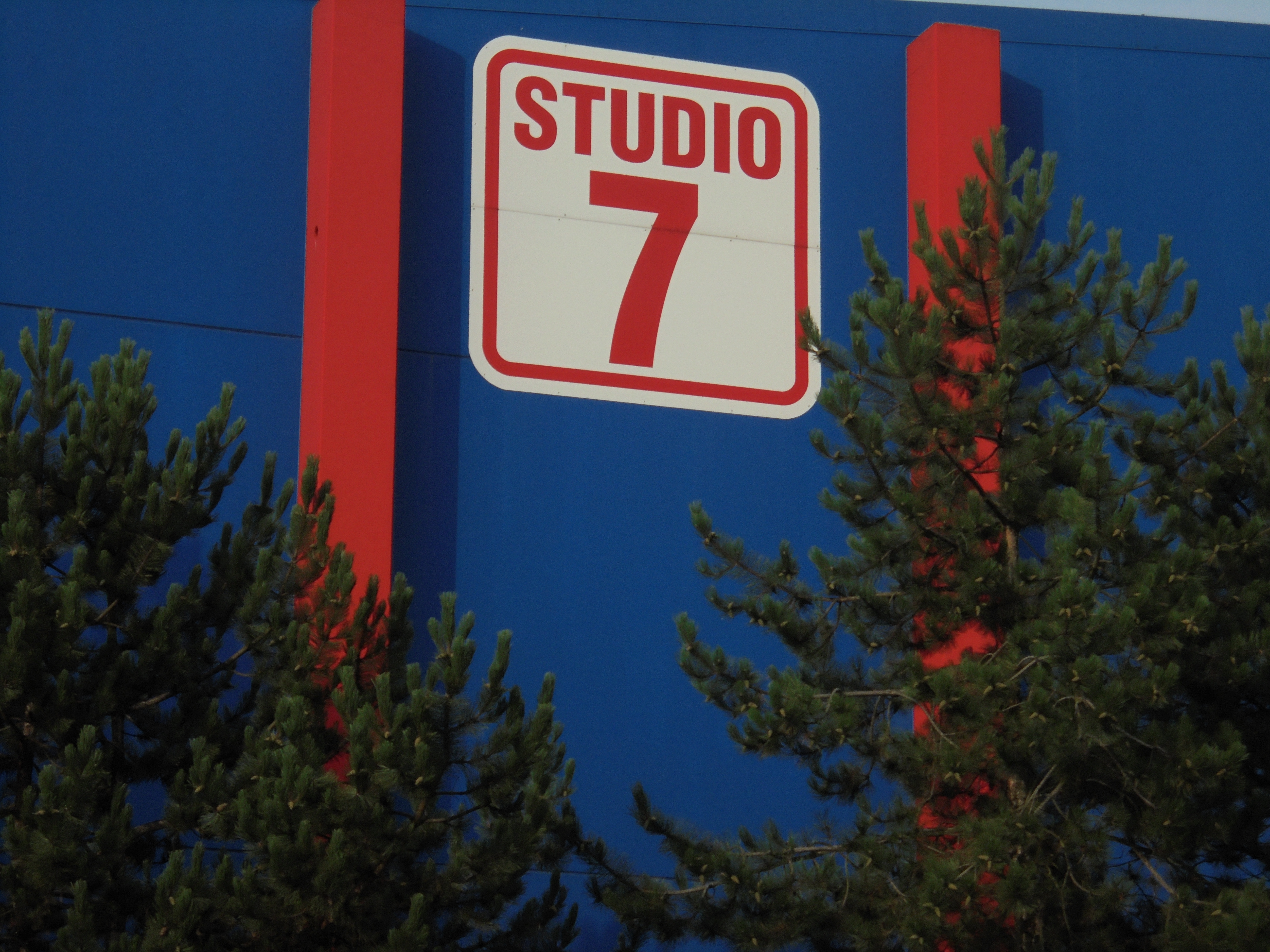
Studio 7

The Old West (Nederlands: Het oude westen) is een themagebied in het Duitse attractiepark Movie Park Germany.
Het themagebied is gethematiseerd naar het Wild West-thema. Zo bevinden zich in de 'Wild-West-gebouwen' restaurants en winkels. De namen van deze horecagelegenheden verwijzen ook naar het wilde westen.

## Attracties
In het themagebied bevinden zich vier attracties. Alle vier de attracties zijn zogenaamde thrillrides:
| Naam          | Omschrijving                              |
| ------------- | ----------------------------------------- |
| The Bandit    | Duitslands eerste moderne houten achtbaan |
| MP Xpress     | Omgekeerde achtbaan van Vekoma            |
| Side Kick     | Frisbee                                   |
| The High Fall | Vrije Val                                 |

Lijst van attracties in Movie Park Germany · Police Academy Stunt Show · afbeeldingen
Huidige attracties: Avatar Air Glider ·
Backyardigans Mission to Mars · The Bandit · Bermuda Triangle - Alien Encounter · Crazy Surfer · Dora's Big River Adventure · Fairy World Spin ·
Ghost Chasers · Jimmy Neutron's Atomic Flyer · MP Xpress · Excalibur - Secrets of the Dark Forest · NYC Transformer · Roxy · Side Kick · SpongeBob Splash Bash · Star Trek: Operation Enterprise · The High Fall · The Lost Temple · Time Riders · Van Helsing's Factory
Voormalige attracties: Batman Adventure · Cop Car Chase · Danny Phantom Ghost Zone · Gremlins Invasion · Ice Age Adventure · Josie's Bath House · Looney Tunes Adventure · Studio Tour · Unendliche Geschichte · Mystery River
Themagebieden: Federation Plaza · Hollywood Street Set · Nickland · Santa Monica Pier · Streets of New York · The Old West